# ميكروجرين

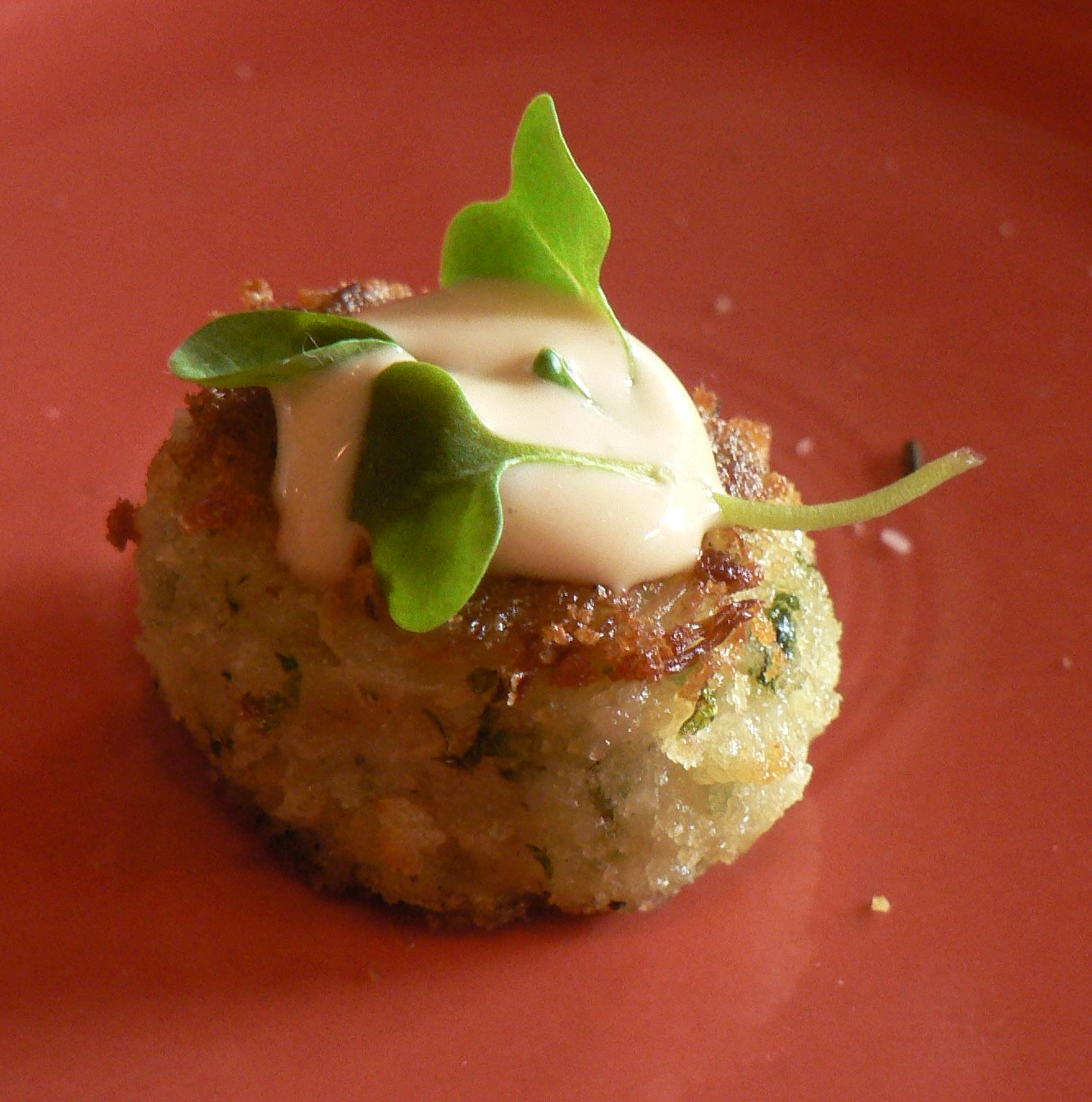
ميكروجرين وكعكة سرطان البحر المزينة بصلصة الكريمة

الميكروجرين أو الميكرو جرين هو نبات كامل يُحصد في مراحل الشتلات المبكرة، بعد أن تنمو بعض أوراقه خلف الفلقات. يختلف الميكروجرين عن البراعم، والتي عادةً ما تكون أصغر : أي ما زالت في مرحلة الشتلات، والتي تكون فيها الفلقات فقط قد تفتحت (مثل براعم الكايوير من بذور الدايكون)، أو لم تتفتح (مثل الفول النابت)، أو براعم الحبوب، إلخ. ولكن سيظل الغموض موجودًا في حالة أحاديات الفلقة، مثل نبات مي-نيجي الياباني (شتلات البصل الأخضر).
وأيضًا تتم إزالة البراعم الصغيرة الزائدة من خلال عملية التقليم، وحينها يمكن اعتبار الأنواع الصالحة للأكل ميكروجرينات أيضًا.